# Crimes of Passion (álbum)
Crimes of Passion es el segundo álbum de Pat Benatar, lanzado en 1980. 
Alcanzó el #2 en las listas de Billboard 200 y produjo los éxitos "Hit Me With Your Best Shot", "You Better Run", "Treat me Right", así como una interpretación del éxito de Kate Bush "Wuthering Heights". 
"Hell is for Children" fue un éxito en las estaciones de rock.

## Lista de canciones
1. "Treat Me Right" (Benatar, Lubahn) – 3:24
2. "You Better Run" (Brigati, Cavaliere) – 3:02
3. "Never Wanna Leave You" (Benatar, Geraldo, Giraldo) – 3:13
4. "Hit Me With Your Best Shot" (Schwartz) – 2:51
5. "Hell is for Children" (Benatar, Capps, Geraldo, Giraldo) – 4:48
6. "Little Paradise" (Geraldo, Giraldo) – 3:32
7. "I'm Gonna Follow You" (Steinberg) – 4:28
8. "Wuthering Heights" (Bush) – 4:28
9. "Prisoner of Love" (Sheets) – 2:05
10. "Out-a-Touch" (Benatar, Geraldo, Grombacher) – 4:16

- Datos: Q2335494